# Ashbourne (Irlande)
Pour les articles homonymes, voir Ashbourne.
Ashbourne (Cill Dhéagláin en irlandais) est une ville du comté de Meath en république d'Irlande.
La ville d'Ashbourne compte 8528 habitants.